# Чон (володар Пархе)
Чон (кор. 정, 定, Jeong, Chŏng); ім'я при народженні Тевоню (кор. 대원유, 大元瑜, Dae Won-yu, Tae Wŏn-yu; пом. 812) — корейський правитель, сьомий володар (тійо) держави Пархе.
Був сином тійо Кана, зійшов на трон 809 року після смерті батька.
Про його правління майже нічого не відомо. Правив він менше чотирьох років, а після смерті Чона престол успадкував його молодший брат Хий.